# کیوالیک ایر
کیوالیک ایر (به انگلیسی: Kivalliq Air) یک شرکت هواپیمایی با کد یاتا FK است که در ۱۹۹۸ میلادی تأسیس شده‌است. دفتر مرکزی کیوالیک ایر در وینیپگ، منیبا، کانادا واقع شده‌است و به ۲ مقصد، پرواز انجام می‌دهد.